# 瑙蒙短尾鹛
瑙蒙短尾鹛（学名：Napothera naungmungensis）是2004年2月在缅甸北部克钦邦葡萄县瑙蒙（Naung Mung）发现的一种雀眉科鸟类。它们曾被认为属于短尾鹛的一个亚种，但现时国际鸟盟将其提升为独立物种并归类至长嘴鹩鹛属中。